# غابات جافة عريضة الأوراق استوائية وشبه استوائية
الغابات الجافة عريضة الأوراق الاستوائية وشبه الاستوائية هي نوع من المسكن الطبيعي عُرف من قبل الصندوق العالمي للطبيعة وتقع في خطوط العرض المدارية والشبه المدارية. على الرغم من وجود هذه الغابات في مناخات دافئة على مدار السنة، وقد تتلقى عدة مئات من الملليمترات من الأمطار سنويًا، إلا أنها تعاني من مواسم جافة طويلة تستمر لعدة أشهر وتتفاوت حسب الموقع الجغرافي. لهذه الجفاف الموسمي تأثير كبير على جميع الكائنات الحية في الغابة.
الأشجار المتساقطة الأوراق هي السائدة في معظم هذه الغابات، وخلال فترة الجفاف تحدث فترة بدون أوراق، والتي تختلف حسب نوع الشجرة. وبما أن الأشجار تفقد الرطوبة من خلال أوراقها، فإن عملية إسقاط الأوراق تسمح للأشجار مثل الساج الكبير والبوهينيا المبرقشة [الإنجليزية] بالحفاظ على المياه خلال الفترات الجافة. تعمل الأشجار العارية حديثًا على فتح طبقة الظِّلة، مما يسمح لأشعة الشمس بالوصول إلى مستوى الأرض ويسهل نمو أشجار الطبقة السفلى في الأسفل. أما الأشجار الموجودة في المواقع الرطبة وتلك التي يمكنها الوصول إلى المياه الجوفية فهي تميل إلى أن تكون دائمة الخضرة. كما تميل المواقع القاحلة أيضًا إلى دعم الأشجار دائمة الخضرة. تتميز ثلاث مناطق بيئية للغابات الجافة الاستوائية، وهي غابات شرق ديكان الجافة دائمة الخضرة، وغابات سريلانكا الجافة دائمة الخضرة، وغابات جنوب شرق الهند الصينية الجافة دائمة الخضرة، بأنواع الأشجار دائمة الخضرة.
على الرغم من تنوعها الحيوي الأقل مقارنة بالغابات المطيرة، إلا أن الغابات الجافة الاستوائية موطن لمجموعة واسعة من الحياة البرية بما في ذلك القرود والغزلان والقطط الكبيرة والببغاوات والقوارض المختلفة والطيور الأرضية. يميل حجم الثدييات إلى أن يكون أعلى في الغابات الجافة عنه في الغابات المطيرة، خاصة في الغابات الجافة الآسيوية والأفريقية. تظهر العديد من هذه الأنواع تكيفات استثنائية للمناخ الصعب.
يُعرف هذا المجال الحيوي أيضًا باسم الغابات الجافة المدارية والشبه المدارية أو الغابات المتساقطة الأوراق المدارية والشبه المدارية.

## التباين الجغرافي

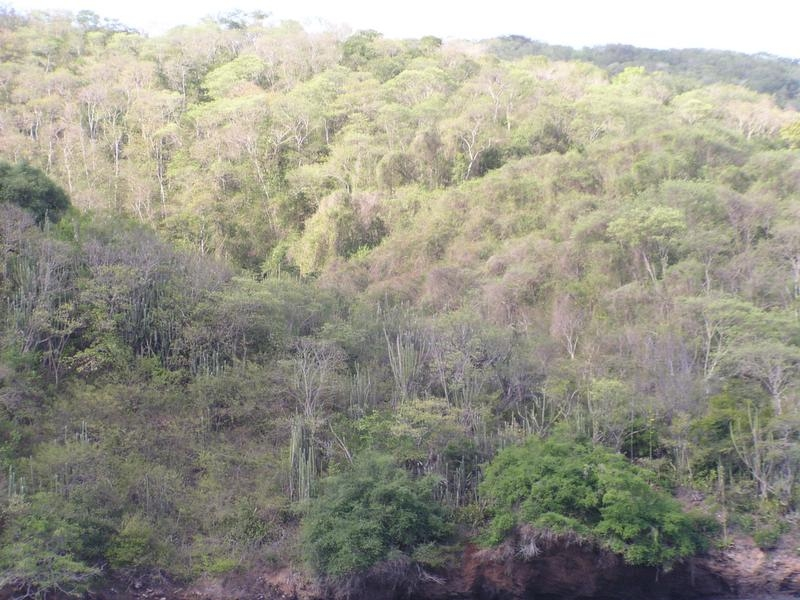
تظهر غابة ترينيداد وتوباغو الجافة في تشاكاتشاكاري الطبيعة المتساقطة للنباتات في موسم الجفاف

تميل الغابات الجافة إلى الوجود في المناطق الأكثر جفافاً شمال وجنوب حزام الغابات المطيرة الاستوائية، جنوب أو شمال الصحاري الفرعية، بشكل عام في حزمتين: إحداهما بين خطي عرض 10 درجة و 20 درجة شمالًا والأخرى بين 10 درجة و 20 درجة خط عرض جنوب. توجد أكثر الغابات الجافة تنوعًا في العالم في غرب وشمال المكسيك وفي الأراضي المنخفضة البوليفية. تدعم الغابات الجافة لساحل المحيط الهادئ في شمال غرب أمريكا الجنوبية ثروة من الأنواع الفريدة بسبب مناخها الجاف. نباتات وأدغال مابوتالاند-بوندولاند على طول الساحل الشرقي لجنوب إفريقيا متنوعة وتدعم العديد من الأنواع المستوطنة. تتميز الغابات الجافة في وسط الهند وجنوب شرق آسيا البري بتنوع الحيوانات الفقارية الكبيرة. تعد غابات مدغشقر الجافة المتساقطة الأوراق والغابات الجافة في كاليدونيا الجديدة مميزة للغاية (توطن واضح وعدد كبير من التصنيفات المتبقية) لمجموعة واسعة من التصنيفات وعلى مستويات تصنيفية أعلى. تستخدم الأشجار المياه الجوفية خلال المواسم الجافة.

## أنماط ومتطلبات التنوع البيولوجي

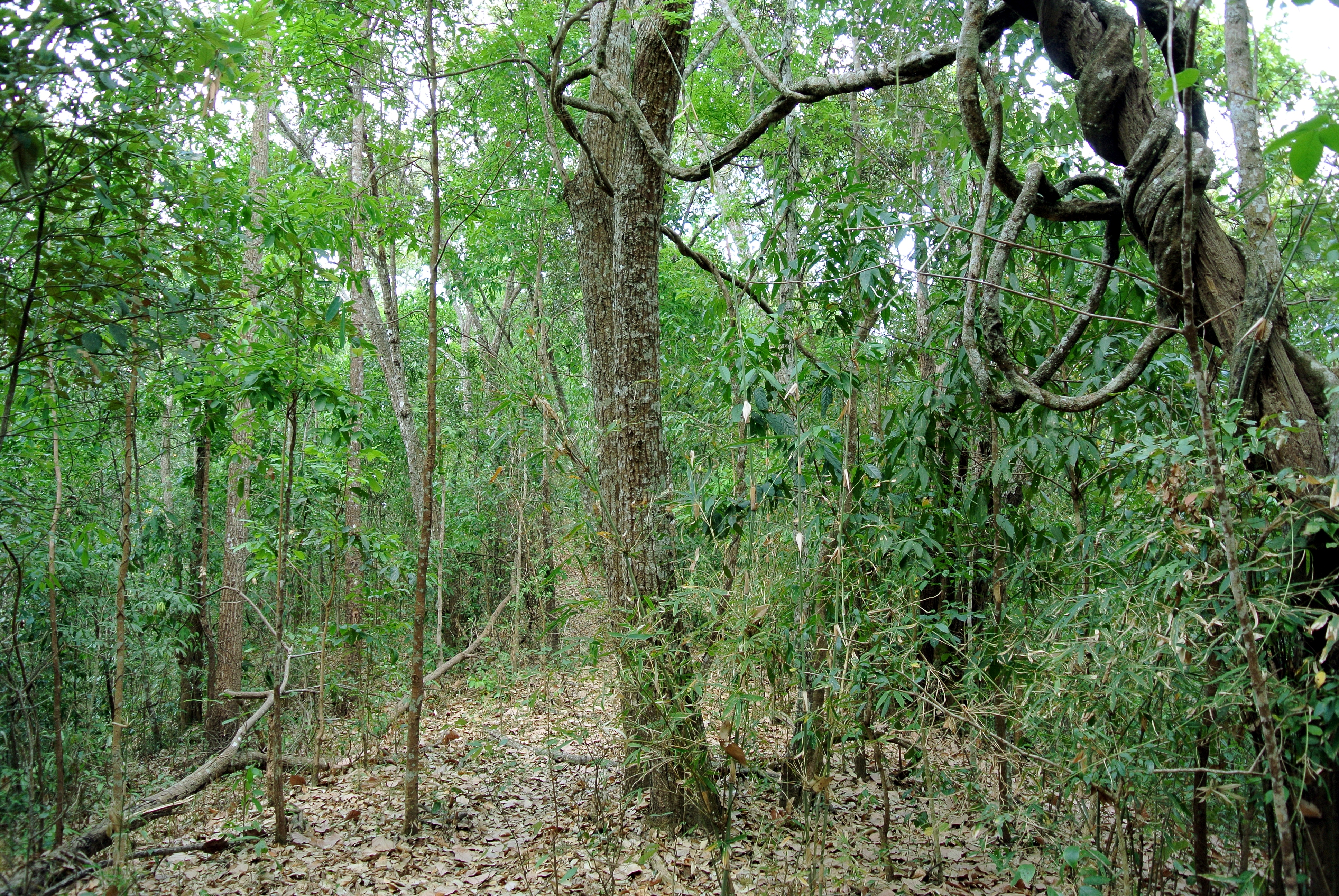
غابة موسمية شبه استوائية شبه دائمة الخضرة في منتزه دوي إنتانون الوطني، شمال تايلاند، في نهاية موسم الجفاف.

تميل أنواع الأشجار في الغابات الجافة إلى امتلاك نطاقات أوسع من أنواع الغابات الرطبة [الإنجليزية]، على الرغم من أن العديد من الأنواع في بعض المناطق تظهر نطاقات محدودة للغاية. تقتصر معظم أنواع الغابات الجافة على الغابات الاستوائية الجافة، خاصة في النباتات. يكون تنوع بيتا وتنوع ألفا مرتفعًا ولكنه عادة ما يكون أقل من الغابات الرطبة المجاورة.
يتطلب الحفاظ الفعال على الغابات الجافة عريضة الأوراق الحفاظ على مساحات غابات كبيرة ومتصلة. هناك حاجة إلى مناطق طبيعية كبيرة للحفاظ على الحيوانات المفترسة الكبيرة والفقاريات الأخرى، ولحماية الأنواع الحساسة من ضغط الصيد. يعد استمرار غابات المناطق الشطئية ومصادر المياه أمرًا بالغ الأهمية للعديد من أنواع الغابات الجافة. هناك حاجة إلى مساحات واسعة من الغابات السليمة للسماح للأنواع بالتعافي من الأحداث الكبيرة العرضية، مثل حرائق الغابات.
تكون الغابات الجافة شديدة الحساسية للحرق المفرط وإزالة الغابات. يمكن أن يؤدي الرعي الجائر والأنواع الغريبة أيضًا إلى تغيير المجتمعات الطبيعية بسرعة. الاستعادة ممكنة ولكنها صعبة، خاصة إذا كان التدهور شديدًا ومستمرًا.

## المناطق البيئية

### الإقليم الاستوائي الأفريقي
- غابات جزر الرأس الأخضر الجافة [الإنجليزية]
- غابات مدغشقر النفضية الجافة [الإنجليزية]
- غابات زامبيا الجافة دائمة الخضرة [الإنجليزية]

### المجال الأسترالي
- غابات سوندا الصغرى النفضية [الإنجليزية]
- غابات كاليدونيا الجديدة الجافة [الإنجليزية]
- غابات سومبا النفضية
- غابات تيمور وويتار النفضية [الإنجليزية]

### الإقليم الهندوملاوي
- غابات هضبة الدكن الوسطى الجافة النفضية [الإنجليزية]
- غابات الهند الصينية الوسطى الجافة [الإنجليزية]
- هضبة تشوتا ناغبور [الإنجليزية]
- غابات شرق دكن دائمة الخضرة الجافة [الإنجليزية]
- غابات إيراوادي الجافة [الإنجليزية]
- غابات كاتيار-جير الجافة النفضية [الإنجليزية]
- غابات وادي نارمادا الجافة النفضية [الإنجليزية]
- غابات الشمال الجافة النفضية [الإنجليزية]
- غابات جنوب هضبة دكن الجافة النفضية [الإنجليزية]
- غابات جنوب شرق الهند الصينية دائمة الخضرة الجافة [الإنجليزية]
- غابات الأراضي المنخفضة الجافة في جنوب فيتنام [الإنجليزية]
- غابات المنطقة الجافة دائمة الخضرة الجافة في سريلانكا [الإنجليزية]

### الإقليم القطبي الشمالي الجديد
- غابات سونورا-سينالوا الجافة شبه استوائية الانتقالية [الإنجليزية]

### الإقليم المداري الجديد
- غابات أبوري – فيلافيسينسيو الجافة [الإنجليزية]
- غابات المحيط الأطلسي الجافة [الإنجليزية]
- غابات جزر البهاما الجافة [الإنجليزية]
- غابات باجيو الجافة [الإنجليزية]
- غابات بالساس الجافة [الإنجليزية]
- غابات بوليفيا الجافة الجبلية [الإنجليزية]
- غابات جزر كايمان الجافة [الإنجليزية]
- غابات أمريكا الوسطى الجافة [الإنجليزية]
- تشاكو

### إقليم أوقيانوسيا
- غابات فيجي الاستوائية الجافة [الإنجليزية]
- غابات هاواي الاستوائية الجافة [الإنجليزية]
- غابات ماريانا الاستوائية الجافة [الإنجليزية]
- غابات ياب الاستوائية الجافة [الإنجليزية]